# Németh György (bányamérnök)
Németh György (Sopron, 1936 –) okleveles bányaművelő mérnök, építőipari gazdasági szakmérnök, a Veszprémi Szénbányák nyugalmazott vezérigazgatója. Szakmai tevékenysége: szakképesítését követően a dunántúli (főként a Veszprém megyei) szénbányászatban helyezkedett el. A magyar szénbányászat intenzív fejlesztésének időszakában számos új módszer kezdeményezőjeként – a közvetlen termelés-irányítástól kezdve a vezetés különböző szintjeit végigjárva – hivatásának hazai és külföldön is elismert műszaki-gazdasági szaktekintélyévé vált. Egyebek mellett a Központi Bányászati Múzeum létesítésében és az annak működését ellátó Alapítvány munkájában 1990-től napjainkig a Felügyelő Bizottság tagjaként, majd elnökeként vesz részt.

## Életrajzi és családi körülményei

### Tanulmányai, szakmai és kiegészítő képzései
- 1950-54: A soproni Széchenyi István Gimnázium
- 1954-59: Sopronban bányaművelő mérnöki oklevél
- 1980-84: BME Építészmérnöki Karán építőipari gazdasági mérnöki oklevél

### Szakmai életútja
A szénbányászatban Jókai-bányán Korábbi nevén: Jolán-aknán) szakvezető aknászként, Padragon körletvezetőként dolgozott. A Közép Dunántúli Szénbányáknál illetve ennek utódjaként a Veszprémi Szénbányáknál – rövid tatabányai kitérő közbeiktatásával – osztályvezetői, főosztályvezetői és gazdasági vezérigazgató-helyettesi beosztások után a vállalat vezérigazgatójakénti nyugalmazásával fejezte be szénipari tevékenységét.
- 1990-96 között, Budapesten a Magyar Bányászati Szövetség (kezdeti elnevezése szerint Magyar Bányászati Kamara) alapító elnökeként vett részt a bányászat vállalkozói érdekképviseletében.

- Ezt követően a veszprémi székhelyű Bányászat Ipar Technika Kft. ügyvezetőjeként, később társtulajdonosaként a vállalkozás bányagép-kereskedelmi és acélszerkezet-gyártási tevékenysége mellett a hazai radioaktív hulladék elhelyezési programban vállalt különböző feladatokat.

- 2008-2016 között a Mott McDonald tervező iroda magyar mérnök-kamarai tervezői jogosítványokkal rendelkező megbízottjaként a Bátaapáti NRHT felelős bányászati tervezői feladatait látta el.

### Szakmai és társadalmi közélete
- 1990-96: Magyar Bányászati Kamara alapító elnöke
- 1990-től: Soproni születésűként erős érzelmi szálak fűzik a Központi Bányászati Múzeum létéhez, amelynek eddigi működtetését ellátó Alapítvány munkájában 1990-től napjainkig a Felügyelő Bizottság tagjaként, majd elnökeként vett részt.